# Duque de Caxias
Duque de Caxias (wym. [ˈduki dʒi kaˈʃiɐʃ]) – miasto w południowo-wschodniej Brazylii, w stanie Rio de Janeiro, trzecie co do wielkości w okręgu metropolitalnym Rio de Janeiro. Zostało nazwane na cześć urodzonego tam Luísa Alves de Lima e Silva, księcia Caxias.
W mieście rozwinął się przemysł samochodowy, rafineryjny, spożywczy, włókienniczy oraz cementowy.
W mieście mają siedzibę kluby piłkarskie Duque de Caxias FC, EC Tigres do Brasil i Duquecaxiense FC.